# O ljubavi i drugim demonima
O ljubavi i drugim demonima (šp. Del amor y otros demonios) je delo Gabrijela Garsije Markesa, prvi put objavljeno 1994. Po ovom delu napravljena je i opera, kao i igrani film u režiji Ilde Idalgo.